# Mohammed Dauda
Mohammed Dauda, né le 20 février 1998 au Ghana, est un footballeur ghanéen. Il joue actuellement au poste d'attaquant.

## Biographie

### RSC Anderlecht
Mohammed Dauda commence le football dans son pays natal, le Ghana, avec le club de l'Asante Kotoko. Le 12 janvier 2017, il rejoint la Belgique et signe un contrat de quatre ans et demi avec le RSC Anderlecht. Il fait sa première apparition en professionnel un an plus tard, le 4 février 2018, lors d'un match de Jupiler Pro League face au KV Malines. Il entre en jeu à la place de Ryota Morioka lors de cette partie, où les deux équipes se séparent sur un match nul (2-2). Le 25 octobre de la même année, il joue son premier match de Coupe d'Europe, à l'occasion d'une rencontre de Ligue Europa face au Fenerbahçe SK (2-2).

### Vitesse Arnhem
Le 31 janvier 2019, lors du dernier jour du mercato hivernal, Dauda est prêté jusqu'à la fin de saison au Vitesse Arnhem.

### Esbjerg fB
Le 30 août 2019, Mohammed Dauda est prêté à l'Esbjerg fB, au Danemark, pour la saison 2019-2020. Il joue son premier match sous ses nouvelles couleurs le 1er septembre 2019 lors d'une rencontre de Superligaen contre l'AGF Århus. Il entre en jeu à la place de Jeppe Brinch lors de cette rencontre perdue par son équipe (1-0).

### FC Cartagena
Le 31 août 2021, Mohammed Dauda est prêté en Espagne, au FC Cartagena pour une saison.

### CD Tenerife
Le 22 juillet 2022, Dauda est encore une fois prêté en Espagne, au CD Tenerife pour une saison.